# Aeroporto de Gomel
O Aeroporto de Gomel (Аэрапорт Гомель) (IATA: GME, ICAO: UMGG) é um aeroporto localizado na cidade de Gomel, na Bielorrússia, sendo o segundo aeroporto mais movimentado do país.